# Aritz Aduriz
Aritz Aduriz Zubeldia (født 11. februar 1981 i San Sebastián, Spanien) er en spansk fodboldspiller, der spiller som angriber hos La Liga-klubben Athletic Bilbao. Han har spillet for klubben siden 2012. Tidligere har han spillet for Aurrerá, Athletic Bilbao, Burgos, Valladolid, Mallorca og Valencia CF

## Landshold
Aduriz står noteret én kamp for Spaniens landshold, som han debuterede for i 8. oktober 2010 i en EM-kvalifikationskamp mod Litauen.